# Marco Corbelli
Marco Corbelli (ur. 3 kwietnia 1970 w Sassuolo, zm. 6 maja 2007 w Castellarano) – włoski muzyk, DJ, kompozytor gatunku noise i industrial. Założyciel solowego projektu Atrax Morgue, w ramach którego publikował swoje nagrania.

## Życiorys
Nieodłączną częścią twórczości Atrax Morgue była tematyka śmierci, dekadencji, patologii i dewiacji społeczeństwa na które artysta pragnął zwrócić uwagę poprzez kreowanie mrocznej atmosfery w swoich utworach.
Zmarł śmiercią samobójczą 6 maja 2007 w swoim domu w Castellarano, nie wyjaśniono przyczyn zdarzenia, miał 37 lat.

## Dyskografia
- Black Slaughter (Cass) Slaughter Productions 1993
- In Search Of Death (Cass) Slaughter Productions 1993
- Necrosintesi (Cass) Slaughter Productions 1993
- Collection In Formaldeide (Cass) Slaughter Productions 1994
- Necrophiliac Experience (Cass) Slaughter Productions 1994
- New York Ripper (Cass, S/Sided, C60) Slaughter Productions 1994
- Woundfucker (Cass) Slaughter Productions 1994
- Basic Autopsy Procedure (Cass, S/Sided) Slaughter Productions 1995
- Catch My Agony (Cass, Ltd, C30) Slaughter Productions 1995
- Esthetik Of A Corpse (Cass, C60) Slaughter Productions 1995
- Exterminate (Cass) Slaughter Productions 1995
- Homicidal Texture (Cass) Slaughter Productions 1995
- Pathophysiology (Cass) Old Europa Cafe 1995
- Untitled (Cass) Slaughter Productions 1995
- Autoerotic Death (Cass, Ltd) BloodLust! 1996
- Cut My Throat (CD) Slaughter Productions 1996
- Extended Autoerotic Death (Cass, Ltd, C60) BloodLust! 1996
- Forced Entry / N.C.W. (Cass) SSSM 1996
- Lesion 22 (Cass, Ltd) Less Than Zero 1996
- Sickness Report (CD) Release Entertainment 1996
- Studio – Live Material 1996 (Cass) Slaughter Productions 1996
- Sweetly (Cass, S/Sided, Ltd) Murder Release 1996
- Aminobenzolmessias (LP) abRECt 1997
- James Oliver Huberty (7") Self Abuse Records 1997
- Slush Of A Maniac (CD) Crowd Control Activities 1997
- DeathShow (with Morder Machine) CD (Slaughter Productions, 1998)
- Disconnected (CDr) Sin Organisation 1998
- Woundfucker (CD) AVA/ES1-Reset 1998
- Overcome (LP) Slaughter Productions 1999
- Esthetik Of A Corpse (CDr) Slaughter Productions 2000
- Exterminate (CDr) Slaughter Productions 2000
- In Search Of Death (CDr) Slaughter Productions 2000
- Paranoia (CD) Old Europa Cafe 2000
- Homicidal / Mechanic Asphyxia (CDr) Slaughter Productions 2001
- I Vizi Morbosi Di Una Giovane Infermiera (CDr) Slaughter Productions 2001
- Necrophiliac Experience / Necrosintesi (CDr) Slaughter Productions 2001
- New York Ripper (CDr) Slaughter Productions 2001
- Basic Autopsy Procedure / Homicidal Texture (CDr) Slaughter Productions 2002
- Collection In Formaldeide (CDr) Slaughter Productions 2002
- La Casa Dalle Finestre Che Ridono (CDr) Slaughter Productions 2002
- Pathophysiology (CDr) Transf/Order 2002
- Sweetly (CDr, Album) Spatter 2002
- Death – Orgasm Connector (CD) Slaughter Productions 2003
- No More (CD) Amplexus 2004
- Her Guts (7", Ltd, Whi) BloodLust! 2005
- No More (CD) Ars Benevola Mater 2005
- Claustrophobic Introduction (CDr, Ltd, 155) Mind Terrorism Productions 2006
- Frustration (CDr, B/card) En.mi.ty Records 2006
- Inorganic Introduction Pt. II (File, MP3) Radical Matters 2006
- Negative Frequencies (CDr) Slaughter Productions 2006
- Pathophysiology (CDr) Old Europa Cafe 2006